# Ähtäri
Ähtäri este o comună din Finlanda.